# Batalha da Baía de Fukuda
A Batalha da Baía de Fukuda (福田浦の戦い, Fukudaura no tatakai) de 1565 foi a primeira batalha naval registada entre Portugueses / Europeus e Japoneses. Uma frota de samurais liderada pelo daimiô Matsura Takanobu atacou duas embarcações portuguesas como represália por terem evitado o seu porto, em Hirado (ou Firado) e terem seguido para ir comercializar em Fukuda, um porto que pertencia a um daimiô rival chamado Omura Sumitada. O confronto fez parte de um processo de tentativa e erro dos portugueses para encontrar um porto seguro para atracar as suas carracas e fazer comércio e evangelização no Japão, que acabou por os levar a Nagasaki.

## Contexto
Com a Chegada dos Portugueses ao Japão em 1543, os Portugueses apresentaram o arcabuz aos Japoneses durante esse encontro casual, que deu aos japoneses, no período sangrento de Sengoku da época, uma arma poderosa para usar nas suas guerras internas. A descoberta do Japão foi atraente para comerciantes e missionários portugueses, pois deu um novo mercado para negociar seus bens, e novos povos para converter ao cristianismo. Os senhores de terras ou de guerra da ilha de Kyushu competiam para levar a carraca portuguesa (chamada de navio preto pelos japoneses) para os seus portos, uma vez que os navios também lhes traziam uma riqueza considerável, além das armas. 
Os portugueses inicialmente fizeram de Hirado o seu porto de escala preferido, uma vez que era familiar para seus parceiros wokou, embora eles também visitassem os portos de Kagoshima, Yamagawa, Hiji e Funai, de tempos em tempos. Os missionários jesuítas achavam que os barcos deveriam revezar-se em cada porto de Kyushu para que os sacerdotes pudessem cobrir mais terreno e converter mais pessoas, mas os comerciantes tinham outras prioridades em mente. As carracas tinham que desembarcar num porto que protegesse a sua carga valiosa do vento e do tempo, e um porto de escala estável era essencial para construir uma clientela confiável. O daimiō de Hirado, Matsura Takanobu, foi inicialmente confortável para os missionários devido à sua associação com os comerciantes portugueses,  mas tornou-se hostil quando os japoneses sentiram que os portugueses exageraram na sua evangelização, queimando livros e destruindo imagens budistas. Matsura Takanobu expulsou os missionários de Hirado em 1558 e não permitiu que eles voltassem por cinco anos. Em 1561, 15 portugueses foram mortos em Hirado num luta com os japoneses, enquanto um capitão também foi morto em Akune, marcando os primeiros confrontos registados entre europeus e japoneses. 
Diante de tais eventos, os portugueses acharam prudente encontrar um porto mais seguro. Yokoseura (actualmente em Saikai, Nagasaki) foi considerado um porto mais adequado, e o daimiô local, Summura Sumitada, foi tão receptivo aos ensinamentos do cristianismo que ele se converteu em 1563, fazendo dele o primeiro daimiô cristão.  Os portugueses desembarcaram em Yokoseura em 1562 e 1563. Em novembro de 1563, os vassalos Ōmura ficaram furiosos com a conversão que se revoltaram, incendiando Yokoseura. Os portugueses voltaram a Hirado no ano seguinte, apesar dos avisos dos jesuítas. Matsura Takanobu supostamente iniciou um incêndio que queimou uma parte substancial dos produtos portugueses, deixando claro que os portugueses não podiam continuar a usar com segurança Hirado.

## A Batalha
Em 1565, o capitão-mor D. João Pereira levou uma carraca ao porto de Yokoseura com a intenção de comercializar em Hirado. Ele foi dissuadido de fazê-lo pelos jesuítas em Yokoseura e foi persuadido a seguir para o porto de Omura, na baía de Fukuda, acompanhada por um pequeno galeão pertencente a Diogo de Meneses, o capitão-mor de Malaca Portuguesa. Matsura Takanobu ao perceber quer perdera a oportunidade de comércio rentável, tentou punir os portugueses por trocar de porto e conspirou com os comerciantes Sakai que vieram até Hirado de graça. Matsura Takanobu prometeu dividir o espólio com os comerciantes Sakai em troca do empréstimo de oito a dez de seus grandes juncos, a que juntou cerca de sessenta barcos japoneses menores para formar uma frota carregando várias centenas de samurais. Os padres jesuítas de Hirado enviaram avisos a D. José Pereira quando perceberam o que Matsura Takanobu estava a fazer, mas D. José Pereira descartou a ameaça.
A frota japonesa atacou os portugueses na manhã de 18 de Outubro, quando a maioria da tripulação portuguesa estava em terra e não pôde retornar a tempo. Isso deixou apenas cerca de 80 portugueses na carraca, juntamente com um número incerto de escravos negros e comerciantes chineses que se refugiaram a bordo. Os barcos japoneses concentraram-se em embarcar na carraca maior e, a certa altura, subiram a bordo na popa e disparam um mosquete contra D. João Pereira, amassando-lhe o capacete. Os japoneses entraram na grande cabine, segurando brevemente o capitão refém, carregando a sua secretária antes de serem repelidos. A concentração dos atacantes na carraca deixou-os expostos ao galeão português, que foi capaz de entalar a frota japonesa entre os dois barcos, deixando-a em fogo cruzado. Os gloriosos canhões lusitanos causaram tanto estrago nos frágeis barcos japoneses que as forças de Hirado, depois de perder 3 navios e mais de 70 homens, além de mais de 200 feridos, retirou-se para a base. A batalha durou duas horas. A carraca portuguesa sofreu apenas 8 vidas, partiu para Macau no final de Novembro. 

## Consequências
Os jesuítas em Hirado escreveram com júbilo sobre a vitória portuguesa, que aumentou o prestígio dos portugueses aos olhos dos japoneses: "pois os japoneses até então apenas nos conheciam como comerciantes e não nos classificavam melhor do que os chineses". Os japoneses também passaram a respeitar a superioridade das armas de pólvora ocidentais. Os portugueses continuaram a visitar Fukuda e Kuchinotsu por mais alguns anos, mas sentiram que os terrenos desses portos eram instáveis e continuaram a procurar por outras opções, até que Omura Sumitada ofereceu aos jesuítas um porto próximo de Nagasaki, na época uma mera vila de pescadores, criando a concessão de Nagasaki /Nagasáqui Portuguesa, que os portugueses acharam perfeito. A partir de 1571, os comerciantes portugueses concentraram suas actividades em Nagasaki, transformando-o no centro do comércio exterior do Japão e na janela para o Ocidente até o século XIX.